# Ukraiński Dom
Ukraiński Dom (ukr. Український дім) – pięciokondygnacyjny wielofunkcyjny kompleks wystawienniczy, zlokalizowany przy na Placu Europejskim w Kijowie. Obiekt został wzniesiony w latach 1978-1982 z okazji 60. rocznicy powstania ZSRR i uroczyście otwarty podczas obchodów rocznicy rewolucji październikowej, równolegle z odsłonięciem Łuku Przyjaźni Narodów.

## Historia
Budynek został zaprojektowany przez zespół architektów z pracowni „Gławkijwprojekt” pod kierownictwem Wadima Hopkały. W 1985 projekt został uhonorowany Państwową Nagrodą im. Tarasa Szewczenki Ukraińskiej SRR.
Początkowo Ukraiński Dom funkcjonował jako kijowska filia Wszechzwiązkowego Muzeum Lenina, prezentująca ekspozycje poświęcone życiu i działalności Włodzimierza Lenina. Do czasu otwarcia nowego obiektu w 1982, muzeum mieściło się w Domu Nauczyciela przy ul. Wołodymyrskiej, gdzie działało od 1938.
Po rozpadzie Związku Radzieckiego i ogłoszeniu niepodległości Ukrainy, w kwietniu 1993 obiekt został przemianowany i przekształcony w centrum konferencyjno-wystawiennicze. Ekspozycje muzealne zostały zdemontowane i przeniesione do magazynów.Budynek przekształcono w centrum konferencyjno-wystawiennicze, znane jako Ukraiński Dom.
W jego strukturze znajduje się szereg sal wystawienniczych i konferencyjnych, sala koncertowa oraz galeria sztuki. Największa z sal przystosowana jest do organizacji wydarzeń biznesowych (konferencji, prezentacji, seminariów, debat), a także wystaw artystycznych i specjalistycznych. Pełniła również funkcję centrum prasowego podczas wizyt prezydenta USA Billa Clintona oraz papieża Jana Pawła II w Ukrainie.
Ukraiński Dom działa obecnie jako siedziba państwowego przedsiębiorstwa – Nacjonalnyj centr dilowoho ta kułturnoho spiwrobitnyctwa „Ukrajinśkyj Dim” (ukr. Національний центр ділового та культурного співробітництва «Український Дім»), organizując liczne wydarzenia o charakterze lokalnym i międzynarodowym.